# Araeopteron nivalis
Araeopteron nivalis là một loài bướm đêm trong họ Erebidae.